# Vardon
Vardon (hebrejsky ורדון, v oficiálním přepisu do angličtiny Wardon) je vesnice typu společná osada (jišuv kehilati) v Izraeli, v Jižním distriktu, v Oblastní radě Jo'av.

## Geografie
Leží v nadmořské výšce 99 metrů v pobřežní nížině, v pahorkatině Šefela. Západně od obce probíhá vádí Nachal Guvrin.
Obec se nachází 19 kilometrů od břehu Středozemního moře, cca 45 kilometrů jižně od centra Tel Avivu, cca 45 kilometrů jihozápadně od historického jádra Jeruzalému a 6 kilometrů severně od města Kirjat Gat. Vardon obývají Židé, přičemž osídlení v tomto regionu je etnicky převážně židovské.
Vardon je na dopravní síť napojen pomocí lokální silnice číslo 3553, jež západně od vesnice ústí do dálnice číslo 40. Podél východního okraje vesnice probíhá též železniční trať z Tel Avivu do Beerševy, která zde ale nemá stanici.

## Dějiny
Vardon byl založen v roce 1968. Podle jiného zdroje vznikla již roku 1964. Původně vznikl jako středisko služeb pro okolní zemědělské osady. Roku 1998 byl povýšen na samosprávnou obec typu společná osada. Jméno obce je odvozeno od volného překladu příjmení Julia Rosenfelda - židovského filantropa z USA (vered je hebrejsky „růže“). Populaci tvoří sekulární i nábožensky orientovaní obyvatelé. Jsou v ní zastoupeni noví židovští přistěhovalci, Sefardi i Aškenázové. Děti z místních rodin navštěvují základní školu v kibucu Gat.

## Demografie
Podle údajů z roku 2014 tvořili naprostou většinu obyvatel ve Vardon Židé (včetně statistické kategorie "ostatní", která zahrnuje nearabské obyvatele židovského původu ale bez formální příslušnosti k židovskému náboženství).
Jde o menší obec vesnického typu s dlouhodobě klesající populací. K 31. prosinci 2014 zde žilo 244 lidí. Během roku 2014 populace klesla o 3,9 %.
| Rok            | 1983 | 1995 | 2001 | 2003 | 2004 | 2005 | 2006 | 2007 | 2008 | 2009 | 2010 | 2011 | 2012 | 2013 | 2014 |
| -------------- | ---- | ---- | ---- | ---- | ---- | ---- | ---- | ---- | ---- | ---- | ---- | ---- | ---- | ---- | ---- |
| Počet obyvatel | 58   | 87   | 335  | 364  | 379  | 393  | 406  | 406  | 390  | 295  | 278  | 263  | 254  | 254  | 244  |